# Битва за острова Трежери
Битва за острова Трежери (англ. Battle of the Treasury Islands) — сражение Второй мировой войны, состоявшееся с 27 октября по 12 ноября 1943 года на островах Трежери; части Соломоновых Островов во время войны на Тихом океане. Войска Союзников высадились на островную группу, состоящую из островов Моно и Стерлинг, которые обороняли японские войска, с целью установки радара и последующего использование островов в качестве плацдарма для наступления на Бугенвиль. Наступление на острова Трежери было частью долгосрочной стратегии Союзников по изоляции Бугенвиля и Рабаула и обезвреживанию 24-тысячного гарнизона в этом регионе.
Вторжение осуществлялось силами преимущественно Новозеландской армии при поддержке морской пехоты США под кодовым названием Операция Гудтайм. Новозеландская 8-я пехотная бригада, при поддержке 1-го амфибийного корпуса морской пехоты начали вторжения на острова Трежери в 06:06 27 октября. 3 795 солдат высадилось в составе первой волны, оставшиеся войска Союзников высаживались четырьмя волнами в течение последующих 20 дней.Эта операция стала первой амфибийной операцией войск Новой Зеландии после Дарданелльской операции в 1915 году.
1 ноября флаг был водружён над руинами Фалами, административного центра островов, гражданская администрация возобновила свою работу. Через одиннадцать дней было объявлено об окончательной победе над японскими войсками на островах; однако отставших японских солдат обнаруживали в джунглях вплоть до января 1944 года.
Эта операция вместе с Операцией Блиссфул имела целью отвлечение внимания японской 17-й армии от следующей важной цели Союзников в кампании на Соломоновых островах, острова Бугенвиль. Успешное проведение операции также помогло усовершенствовать планирование других десантных операций на Тихом океане.